# Nils Svärd
Nils Svärd   (Frösön, 10 de juliol de 1908 - 6 d'agost de 2001) fou un esquiador de fons suec que va competir durant la dècada de 1930.
El 1932 va prendre part en els Jocs Olímpics d'Hivern de Lake Placid, on fou desè en la cursa dels 18 quilòmetres del programa d'esquí de fons. Al seu palmarès destaca una medalla de bronze al Campionat del Món d'esquí nòrdic de 1931.